# Slovácko sa nesúdí (seriál)
Slovácko sa nesúdí je československý komediální televizní seriál natočený podle stejnojmenné humoristické knihy Zdeňka Galušky, který se skládá ze dvou sérií. První série byla natočena v roce 1975 a druhá v roce 1984.

## Obsazení
Hlavní roli stařečka Pagáče hraje Jozef Kroner, druhou hlavní roli Jury Kláska vytvořil Oldřich Velen.
V seriálu se také vyskytuje několik herců z Čech (např. Jiří Lábus, Stanislav Tříska, Karel Augusta, Svatopluk Skopal, Zdeněk Kryzánek), ale téměř všichni ostatní herci pochází z Moravy. Manželku Matúše Pagáče (Jozef Kroner), Kaču Pagáčovou, ztvárnila jeho skutečná manželka Terézia Hurbanová-Kronerová.

## Seznam dílů

### První řada (1975)
1. Parohy (premiéra 24. listopadu 1976)
2. Polénko (premiéra 1. prosince 1976)
3. Nadílka (premiéra 8. prosince 1976)
4. Hody (premiéra 15. prosince 1976)
5. Divadlo (premiéra 22. prosince 1976)
6. Medicína (premiéra 29. prosince 1976)

### Druhá řada (1984)
1. Zabijačka (premiéra 18. ledna 1985)
2. Medvěd (premiéra 9. února 1985)
3. Hlt za tři krejcary (v úvodních titulcích jako Hlt za tři grajcary, premiéra 15. června 1985)
4. Janek Vyskoč, kozí vrah (v úvodních titulcích jako Janek Vyskoč, premiéra 13. července 1985)
5. Odplata (premiéra 10. srpna 1985)
6. Poslední vůle (v úvodních titulcích jako Poslední vúla, premiéra 17. srpna 1985)